# Летем, Джонатан
Джонатан Аллен Летем (англ. Jonathan Lethem; род. 19 февраля 1964[…], Нью-Йорк, Нью-Йорк) — американский писатель. Лауреат ряда престижных литературных наград, в том числе «Небьюла», «Локус» и премии Национального кружка книжных критиков.

## Биография
Джонатан Летем родился в Бруклине. Его отец Ричард Браун Летем — авангардный художник, мать Джудит умерла от рака, когда он был подростком. Летхем учился у Брета Истона Эллиса в Беннингтонском колледже в Вермонте в течение нескольких семестров, после чего переехал в Калифорнию и начал писать. Первые рассказы были опубликованы в конце 1980-х, но именно романы принесли ему международное признание в 1990-х. Со своим романом Gun, with Occasional Music, футуристической детективной историей в стиле Рэймонда Чандлера, стал финалистом премии «Небьюла» в 1994 году и получил премию «Локус» за лучший дебютный роман в 1995 году. Действие романа происходит в почти постмодернистском пейзаже и населено причудливыми, эволюционно манипулируемыми персонажами, в мире которых новости заменены музыкой, а легальные наркотики позволяют вести беззаботную жизнь.
После публикации сборника ранних рассказов The Wall of the Sky, the Wall of the Eye, в 1996 году опубликовал свой третий роман As She Climbed Across the Table. Роман повествует о гротескно-комической истории любви между физиком и искусственно созданной чёрной дырой по имени «Лек».
В 1997 году получил Всемирную премию фэнтези за сборник рассказов The Wall of the Sky, the Wall of the Eye.
В конце 1990-х годов Летем вернулся в Бруклин из Области залива Сан-Франциско. Его следующей книгой после переезда стала «Девушка в пейзаже». По словам Летема на сюжет «очень сильно повлиял» вестерн «Искатели» (1956) с Джоном Уэйном. Молодой девушке в период полового созревания приходится иметь дело с новым миром, населенным инопланетянами.
Первым романом, который Летем начал писать после возвращения, стал «Сиротский Бруклин», в котором вновь поднимается детективная тема. Популярный мошенник Фрэнк Минна однажды появляется в приюте Святого Винсента и берет эксцентричного Лайонела и трех других мальчиков с собой на свои таинственные задания по всему Бруклину. Когда Фрэнка убивают, Лайонел, страдающий синдромом Туретта, начинает поиск убийцы. Роман получил премию Национального кружка книжных критиков, премию Macallan Gold Dagger Award, премию Salon.com Book Prize и был назван книгой года по версии журнала Esquire. В 2019 году был снят одноимённый фильм с Эдвардом Нортоном, который также выступил режиссёром. По мнению The New York Times, успех романа сделал Летема «чем-то вроде хипстерской знаменитости». Критики отмечали разнообразие романов Летема, которые попеременно были хардкорным детективом, научной фантастикой и автобиографией. Летем приписывал своё умение смешивать жанры искусству своего отца, который «всегда совмещал наблюдаемую и воображаемую реальность на одном холсте, очень естественно, очень бессознательно». Журнал Time причисляет Летема к движению авторов, стремящихся смешивать литературное и популярное, включая Майкла Шейбона (с которым Летем дружит), Маргарет Этвуд и Сюзанну Кларк.
В 2003 году Летем опубликовал автобиографический роман «Крепость одиночества». Главный герой, мальчик по имени Дилан Эбдус, который в начале 1970-х годов вместе с родителями переезжает в суровый Бруклин, где за каждую привязанность приходится бороться, как за кусок асфальта при игре на улице. Защищаемый только своим чернокожим другом Мингусом Рудом, он исследует пульсирующую вселенную уличных голосов, супергероев из рваных комиксов и энергию фанка, граффити и наркотиков. Книга «Крепость одиночества» была названа лучшей книгой года по версии The New York Times и переведена на несколько языков.
Второй сборник рассказов «Люди и карикатуры», вышедший в конце 2004 года, объединяет девять фантастических историй, в которых Летем препарирует американскую поп- и уличную культуру, создавая уникальные вымышленные миры.
В 2007 году опубликован роман You Don’t Love Me Yet, повествующий о начинающей рок-группе. В романе рассказывается о женщине из группы, Люсинде, которая отвечает на телефонные звонки по линии жалоб своего друга и использует некоторые слова звонящего в качестве текстов песен. По словам Летема, на написание книги его вдохновили годы, проведенные в качестве вокалиста в начинающей калифорнийской группе в конце 1980-х и начале 1990-х годов, в период, который он назвал «неоформленным этапом жизни».
Десятый роман Летема, A Gambler’s Anatomy, опубликованный в октябре 2016 года, посвящен «международному игроку в нарды, который считает себя экстрасенсом».
Двенадцатый роман Летема «Арест» — «совершенно оригинальная постапокалиптическая история о двух братьях и сестрах, человеке, который встал между ними, и супермашине с ядерным двигателем», по словам издателей, — был опубликован в ноябре 2020 года.
В 1987 году Джонатан Летем женился на писательнице Шелли Джексон; они развелись в 1998 году.[2] Летхем жил в Бруклине, пока в 2010 году по семейным обстоятельствам не переехал в Клермонт. Там он преподает творческое письмо в Помона-колледже, сменив на этом посту Дэвида Фостера Уоллеса.
В 2005 году он стал лауреатом стипендии Макартура.